# ズグロコウライウグイス

ズグロコウライウグイス （学名：Oriolus xanthornus）は、スズメ目コウライウグイス科に分類される鳥類の一種。

## 分布
南アジア、東南アジア

## 形態
特徴は写真参照。

## 絶滅危惧評価
- LEAST CONCERN (IUCN Red List Ver. 3.1 (2001))
[1]

## 参照・注釈
1. ↑  Oriolus xanthornus  (Species Factsheet by BirdLife International)